# Els últims dies de Pompeia (pel·lícula de 1959)
Els últims dies de Pompeia (en italià original Gli ultimi giorni di Pompei) és una pel·lícula de coproducció hispano-italiana-estatunidenca de pèplum de 1959 dirigida per Sergio Leone, en substitució de Mario Bonnard, rodada en Eastmancolor i Cinemascope. Ha estat doblada al català.
Aquesta pel·lícula, la primera dirigida per Leone, és l'adaptació al peplum de la novel·la homònima de Edward Bulwer-Lytton, i és protagonitzada per Steve Reeves i Fernando Rey. El guió només pren la idea general de la novel·la original, així com els personatges només tenen el nom dels literaris així com, molt vagament, alguns dels seus trets. Incorpora tots els convencionalismes del gènere, absents en la novel·la. Edward Bulwer-Lytton aborda la convivència de la religió romana respecte al cristianisme i els cultes orientals que s'havien assentat a l'imperi, però la persecució als cristians per part del paganisme oficial és un tema secundari en el llibre, i és, no obstant això, el pilar argumental de la pel·lícula.

## Argument
Glauc (Steve Reeves), un centurió romà, en tornar a la seva casa a Pompeia, se la troba incendiada i saquejada. Un esclau li comunica que un grup de cristians ha matat al seu pare, alhora que s'ha emportat totes les coses d'algun valor.
Glauc acudeix a l'edil Ascani en demanda de justícia. Allí es troba amb la filla de l'edil, anomenada Elena. Aquesta té una esclava cristiana cega, anomenada Nidia, de la que està enamorat Antoní, un pispa dels suburbis de Pompeia a qui Glauc va alliberar de ser arrestat.
Per un robatori que fa Antoní s'assabenta de qui va ser l'assassí del pare de Glauc i, en comunicar-l'hi a l'amic d'aquest, Marc, aquest és assassinat per Arbace (Fernando Rey), gran sacerdot d'Isis, autor de tots els robatoris i assassinats comesos. Arbace, davant el temor de ser descobert, denúncia Glauc i a Elena com a cristians, per la qual cosa són sentenciats a morir a l'amfiteatre. L'execució coincideix amb l'erupció del Vesubi.

## Repartiment
- Steve Reeves - Glauc
- Christine Kaufmann - Ione
- Fernando Rey - Arbaces
- Barbara Carroll - Nídia
- Anne-Marie Baumann - Julia
- Angel Aranda - Antoní
- Mimmo Palmara - Gallinus
- Guillermo Marín - Ascani, Cònsol de Pompeu
- Carlo Tamberlani - Líder dels cristians
- Mino Doro - Segon cònsol
- Mario Berriatúa - Marc
- Mario Morales - Caius
- Ángel Ortiz - Helios

## Producció

### Antecedents
La pel·lícula Els últims dies de Pompeia de 1959 va ser la vuitena versió cinematogràfica de la novel·la homònima d'Edward Bulwer-Lytton. Publicada per primera vegada el 1834, la novel·la es va convertir en un èxit de vendes, ajudada en la seva publicació per l'erupció del Vesuvi just abans de la publicació. La novel·la era un relat fictici dels esdeveniments al voltant de l'erupció del Vesuvi que va enterrar la ciutat romana de Pompeia el 79 d.C. Va ser un exemple d'una fascinació anglesa generalitzada a la dècada de 1830 amb les grans catàstrofes naturals i les lliçons morals que se n'han d'aprendre.
Hi ha hagut moltes adaptacions cinematogràfiques de la llegenda de Pompeia, però la majoria no han seguit la novel·la d'Edward Bulwer-Lytton. La història de la destrucció de Pompeia va ser un dels temes més populars del primer cinema italià i es va filmar diverses vegades durant l'era del cinema mut. S'ha filmat dues vegades com una epopeia de Hollywood. El primer cop va ser produïda el 1935 per Merian C. Cooper. El 2007 Roman Polanski va adquirir una adaptació cinematogràfica basada en una novel·la de Robert Harris ambientada a la ciutat, però Paul W. S. Anderson va portar a la llum aquest projecte el 2014. El telefilm de 1984 és l'única versió que fins ara ha seguit fidelment la novel·la original de Bulwer-Lytton.
Les versions de la pel·lícula abans de 1959 s'havien centrat en l'erupció del Vesuvi, els cristians, els lleons a la sorra i el malvat gran sacerdot, deixant la resta de la trama. La idea de fer una nova pel·lícula sobre el mateix tema, aprofitant Eastmancolor i una pantalla panoràmica Supertotalscope, va sorgir del productor i director Paolo Moffa. Moffa havia produït i co-dirigit amb Marcel L'Herbier una versió cinematogràfica deu anys abans.

### Guió
La pel·lícula es va basar molt en la novel·la i només tenia una semblança passera amb Es últims dies de Pompeia de l'autor anglès. Molts dels personatges principals hi són presents i nomenats —en particular Glauc, Arbacès, Ione i Nídia—, però les trames sobre ells han canviat en gran manera i molts elements es queden fora. L'equip de cinc escriptors acreditats, incloent Sergio Corbucci, Ennio de Concini, Sergio Leone i l'habitual del gènere Duccio Tessari, teixen una nova història al voltant dels cristians perseguits. No hi ha proves històriques de l'existència d'una comunitat cristiana a Pompeia, però això ha aparegut a la novel·la font. L'aspecte religiós de la història va ser el resultat de que la pel·lícula havia estat subscrita per l'Opus Dei.

### Càsting
Dues setmanes abans que comencés el rodatge, Steve Reeves fou seleccionat pel paper principal de Glauc, un centurió romà. Els últims dies de Pompeia va ser la seva primera pel·lícula des que va guanyar fama internacional interpretant al personatge d'Hèrcules a Le fatiche di Ercole (1958) i Ercole e la regina di Lidia (1959). Després del seu càsting, la trama de la pel·lícula es va modificar per aprofitar el físic de Reeve afegint escenes més espectaculars: una lluita submarina amb un cocodril; una seqüència on s'aixeca la columna d'un temple i l'enfrontament amb els lleons. Reeves, ben afaitat aquesta vegada, es va ferir l'espatlla mentre filmava una primera escena quan salva a Ione d'esclafar el seu carro cap a una paret, la ferida es va complicar encara més durant la baralla de l'escena de natació amb el cocodril. Aquesta lesió va posar punt final a la seva carrera de culturisme, a més de forçar la seva jubilació anticipada del negoci del cinema uns anys després després de Vivo per la tua morte. La lesió presentava un problema d'equilibri per a Reeves, i es van utilitzar dobles per a les seves escenes a cavall.
La protagonista femenina és interpretada per Christine Kaufmann, que en aquell moment només tenia 14 anys. El respectat actor espanyol Fernando Rey apareix com el gran sacerdot malvat. Barbara Caroll, de Goliath contro i giganti(1961), interpreta l'esclava cega Nídia, i els fans de Goliath contro i giganti també reconeixerien l'actor espanyol Ángel Aranda com el jove Antoní. Mimmo Palmara ja era un habitual del gènere, ja que havia aparegut a les dues pel·lícules d'Hèrcules amb Reeves. Té el paper del guàrdia pretorià Gal·linus. Anne-Marie Baumann, que només va tenir una breu carrera en pel·lícules, interpreta a Julia, la concubina egípcia del cònsol. Cadascuna de les empreses productores que van contribuir va insistir en un nom per sobre del títol per representar i protegir la seva inversió.

## Rodatge
El sirector Mario Bonnard va caure malalt durant la producció, deixant que la major part de la pel·lícula fos filmada per Sergio Leone, que va quedar sense acreditar en els títols de la pel·lícula. Va ser rodada al port antic del poble de Garraf, l'explosio del suposat volca es la muntanya que en aquell moment explotava la pedrera.

## Estrena
La pel·lícula es va estrenar a Itàlia el 12 de novembre de 1959 a Itàlia.. Va ser estrenada a Alemanya el 22 de desembre de 1959 i el 17 de juliol de 1960 als Estats Units.